# Georeferenzierung
Unter dem Vorgang der Georeferenzierung versteht man die Zuweisung raumbezogener Informationen, der Georeferenz, zu einem Datensatz. Georeferenzierung spielt eine wichtige Rolle in der Computerkartografie, Fernerkundung, bei Geoinformationssystemen und im Geomarketing, kommt aber auch bei Heimanwendungen vor, z. B. der Archivierung von Fotos und Videos. Zwei Methoden sind die Geokodierung bzw. Geocodierung sowie das Geotagging.

## Grundsätzliches
Es gibt im Wesentlichen drei mögliche Gründe, warum man eine Georeferenzierung durchführen möchte:
- Man möchte Daten in ein geodätisches Referenzsystem einpassen, d. h. mit Realweltkoordinaten versehen (geokodieren).
- Man möchte geometrische Verzerrungen in Datensätzen, insbesondere in Bilddaten, eliminieren (rektifizieren).
- Man möchte zwei unterschiedlich orientierte bzw. skalierte Datensätze aneinander anpassen (transformieren).

## Arten der Georeferenzierung
Folgende Arten der Georeferenzierung sind zu unterscheiden:
- die Zuweisung einer Gebäudeadresse (Adresskodierung)
- die Zuweisung einer Koordinate (Geokodierung, Geocoding, Geotagging, Geo-Imaging)
- die Zuweisung einer Transformation (implizite Geokodierung, Kartenkalibrierung, siehe auch innere und äußere Orientierung)
- die Anwendung einer Transformation (explizite Geokodierung, siehe auch Rektifizierung, Entzerrung)

Die Begriffe Georeferenzierung und Geokodierung werden nicht einheitlich, zum Teil sogar widersprüchlich gebraucht. So versteht man unter Geokodierung einerseits die Zuweisung einzelner Koordinaten, andererseits die Anwendung einer Transformation auf den kompletten Datensatz. Georeferenzierung wird sowohl für die Zuweisung einzelner Koordinaten, als auch als Überbegriff verwendet.

### Adressgeokodierung / Geocodierung postalischer Adressen
Die Geocodierung postalischer Adressen ist ein (komplexer) Prozess, bei dem postalische Adressen mit Hilfe eines Referenzbestandes geprüft, verändert und mit einem Raumbezug versehen werden. Die geokodierten Adressen sollten nach dem Prozess in Struktur und Lage möglichst vollständig und korrekt vorliegen und Geoschlüssel und/oder x-,y-Koordinaten besitzen. Darüber erhalten sowohl die Adressen selbst als auch deren Zusatzinformationen (z. B. aus dem CRM) einen direkten (über x,y) und/oder indirekten Raumbezug (Geoschlüssel). So können
1. die Adressen um weitere raumbezogene Daten angereichert werden
2. die Adresszusatzinformationen wie z. B. Kaufdaten räumlich ausgewertet werden

Zur Geocodierung postalischer Adressen werden spezielle Geokodierungssysteme genutzt, verkürzt auch Geocoder genannt, die als Offline- und Online-Dienste zur Verfügung stehen. Bei der Online-Geocodierung kommt es zu einer Adressübermittlung, was wiederum datenschutzrelevant ist.
Inverse Geokodierung (auch reverse geocoding genannt) bezeichnet das Gegenteil: mittels Geokoordinaten werden textuelle Lokationsangaben gesucht, also etwa Städtenamen, Straßennamen und so weiter.

### Geotagging (Geocoding)

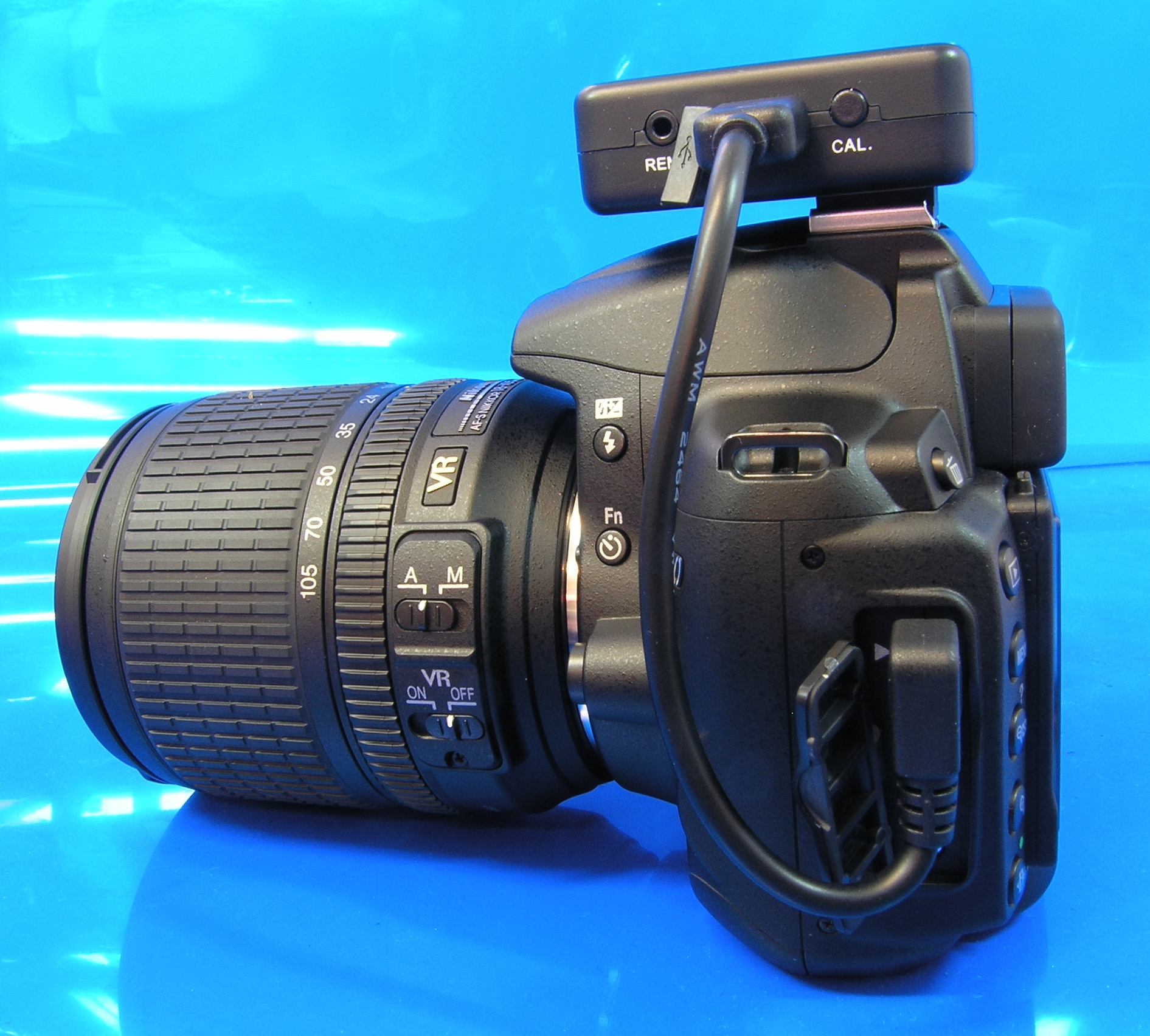
Foto-GPS mit Kompass auf einer Nikon D5000

Beim Geotagging wird ein raumbezogener Datensatz (z. B. ein Bild, eine Webseite, ein Artikel) mit einer Koordinate versehen. Die Koordinate wird als Tag, Attribut bzw. Metainformation beigefügt. Sie ermöglicht die räumliche Einordnung der Information. Die Daten lassen sich so zum Beispiel in einer digitalen Karte (wie z. B. Google Earth) an der richtigen Stelle platzieren. Im Internet haben sich hierfür die Begriffe Geotagging und Geocoding verbreitet. Das beigefügte Attribut wird entsprechend Geo-Tag oder Geocode genannt. Für die Geokodierung von Webseiten gibt es in HTML z. B. das Meta-Element geo.

### Implizite Geokodierung (Kartenkalibrierung, Bildorientierung)
Bei der impliziten Geokodierung wird einem zwei- oder dreidimensionalen räumlichen Datensatz eine Transformationsvorschrift beigefügt. Die Daten bleiben dabei im Modellkoordinatensystem. Der Datensatz wird in Bezug auf die Realwelt orientiert. Dadurch ist das Umrechnen der abgegriffenen Koordinaten in Realweltkoordinaten möglich. Die Georeferenzierung von Karten wird oft als map calibration (Kartenkalibrierung) bezeichnet.

### Explizite Geokodierung (Rektifizierung, Bildentzerrung)
Bei der expliziten Geokodierung wird die Transformation auf den räumlichen Datensatz angewendet. Dadurch erhalten alle Daten Realweltkoordinaten. Neben der Bestimmung der Transformationsparameter wird durch die „geometrische Transformation“ eine Entzerrung (auch Rektifizierung bzw. Orthorektifizierung von engl. rectification) erzielt.

## Bestimmen einer Transformation
Um einen räumlichen Datensatz implizit oder explizit geokodieren zu können, muss eine Transformationsgleichung gefunden werden. In der Regel werden hierzu Passpunkte verwendet. Die Passpunkte müssen im Datensatz eindeutig zu erkennen sein. Die Koordinaten der Passpunkte im Realweltkoordinatensystem sind entweder bekannt oder werden einem Referenzdatensatz entnommen. Bei Vektordaten werden die Koordinaten abgegriffen oder interpoliert. Bei Bilddaten werden die Bildkoordinaten der Passpunkte gemessen. Die Transformation sollte unter Berücksichtigung der Abbildungsgeometrie bestimmt werden. Bei Fotos ist somit die Zentralprojektion zu berücksichtigen, bei Karten der entsprechende Kartennetzentwurf. Das automatische Finden von Gemeinsamkeiten in digitalen Bildern und die Bestimmung der Transformation wird in der Bildverarbeitung Bildregistrierung genannt. Die Registrierung von Laserscanning-Punktwolken kann mit dem ICP-Algorithmus erfolgen.